# Hronské Kľačany
Hronské Kľačany (in ungherese Garamkelecsény) è un comune della Slovacchia facente parte del distretto di Levice, nella regione di Nitra.